# Санта-Мария-ин-Кампителли
Санта-Мария-ин-Кампителли (итал. La Chiesa di Santa Maria in Campitelli, La Chiesa di Santa Maria in Portico in Campitelli, Santa Maria in Campitello, Santa Maria in Portico) — церковь Святой Марии в Риме на узкой площади Пьяцца-ди-Кампителли (итал. Campitello — маленькое поле, площадка, лужайка) в районе Сант-Анжело.
Санта-Мария-ин-Портико-Кампителли — титулярная церковь, созданная 26 июня 1662 года Папой Александром VII, чтобы заменить титулярную диаконию Санта-Мария-ин-Портико-Октавиа, церковь которой была разрушена.

## История

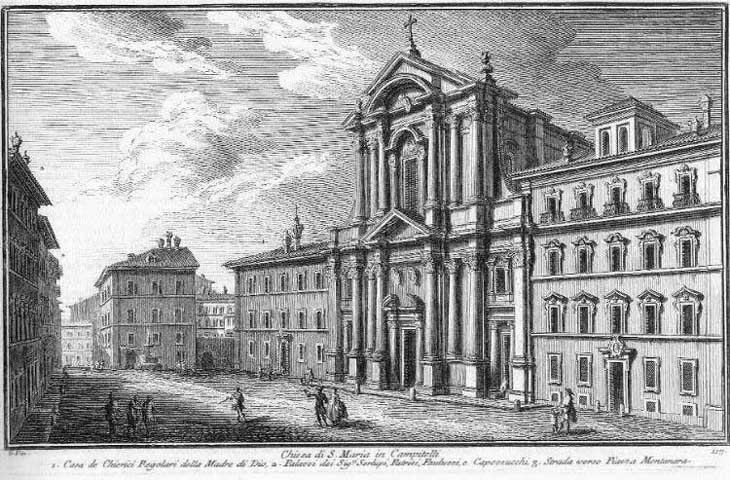
Церковь Санта-Мария-ин-Кампителли. Офорт Дж. Вази. 1756

Церковь впервые упоминается в XII веке в «Книге переписей» (Liber Censuum). Предание гласит, что маленькая молельня или церковь была основана на этом месте в 523—526 годах при понтификате Иоанна I. Сооружение располагалось недалеко от Портика Октавии, что дало церкви и её алтарной иконе название «Мадонна Портика» (Santa Maria in Portico). Сооружение было создано для размещения чтимой иконы Девы Марии и святых Петра и Павла. Предание утверждало, что икона явилась чудесным образом в 524 году за столом Галлы, римлянки, помогавшей бедным; икону носили в процессиях с 590 года и помещали в уже не существующей молельне Санта-Галла, расположенной через площадь от нынешней церкви и примыкавшей к одноимённому приюту (Ospedale). Историки на основе косвенных данных датируют икону XI веком.
4 августа 1601 года папа Климент VIII пожаловал церковь регулярным клирикам Девы Марии — ордену, который был основан в церкви Санта-Мария-делла-Роза в Лукке в сентябре 1574 г..
В 1656 году город Рим был разорён чумой, и считалось, что молитвы этой иконе, которую несли процессией по улицам, сыграли роль в остановке эпидемии. Это предполагаемое чудодейственное вмешательство побудило папу Александра VII воздвигнуть более величественную церковь вместо древней молельни. Он заказал проект Карло Райнальди. Строительство велось между 1659 и 1667 годами.
С расширением храма, в том числе включением в него двух предыдущих небольших церквей, новое здание объединило два названия: «Санта-Мария-ин-Кампителли» (Святой Марии на маленькой площади), употреблявшееся с раннего средневековья, и «Санта-Мария-ин-Портико» (Святой Марии у портика), где хранился чудотворный образ. Здание было закончено в 1667 году.

## Архитектура фасада
Фасад, созданный Карло Райнальди в стиле римского барокко, имеет сложную композицию, состоящую из двух ярусов, оформленных сдвоенными колоннами коринфского ордера, поднятыми на высокие цоколи, с раскрепованным антаблементом. В целом фасад напоминает своими колоннами мощные трубы органа. Изначально запланированные статуи фасада не были сделаны. На портале имеется надпись, предлагающая ежедневную полную индульгенцию живым и мёртвым.

## Интерьер
В главном алтаре церкви находится икона в ореоле позолоченных лучей славы, славящих её ангелов, облаков и лучей света, напоминающих эффекты, использованные Джанлоренцо Бернини для апсиды базилики Святого Петра в Ватикане. Алтарь был спроектирован в 1666 году Мельхиоре Кафа, завершён Джованни Антонио де Росси.
Церковь имеет один широкий неф. В боковых капеллах находятся многие святыни и произведения искусства. В первой капелле справа имеется запрестольный образ с изображением Святого Архангела Михаила работы Себастьяно Конки. Во второй капелле, спроектированной Райнальди, находится алтарная картина Луки Джордано с изображением святых Анны, Иосифа и Марии. Скульптуры ангелов созданы Мишелем Майлем, Франческо Каваллини и Франческо Бараттой. В третьей капелле справа находится древнеримская алебастровая колонна, ранее входившая в состав старой церкви.
Первая капелла слева была создана в 1705 году по заказу принца Анджело Альтьери по проекту Себастьяно Чиприани. Запрестольный барельеф изображает Святое Семейство и блаженную Людовику Альбертони работы Лоренцо Оттони. Место, выбранное для этой церкви, включало местонахождение дома, в котором жила Людовика Альбертони. В 1669 году Гаспаре Палуччи Альбертони женился на Лауре Катерине Альтьери, племяннице Папы Климента X. По сторонам барочного барельефа Оттони находятся два неоклассических погребальных памятника членам семьи Альтьери.
Вторая капелла слева была построена по заказу кардинала Палуццо Палуччи Альтьери дельи Альбертони и спроектирована Джованни Баттиста Контини. Ангелы в погребальном памятнике кардинала здесь были созданы Джузеппе Маццуоли. Алтарная картина написана Джованни Баттиста Гаулли (Иль Бачиччо), а потолочные фрески созданы Джачинто Каландруччи. В третьей капелле слева, спроектированной Маттиа де Росси, имеется запрестольный образ, изображающий «Обращение святого Павла» работы Людовико Джиминьяни. Потолок расписан фресками Риччолини.

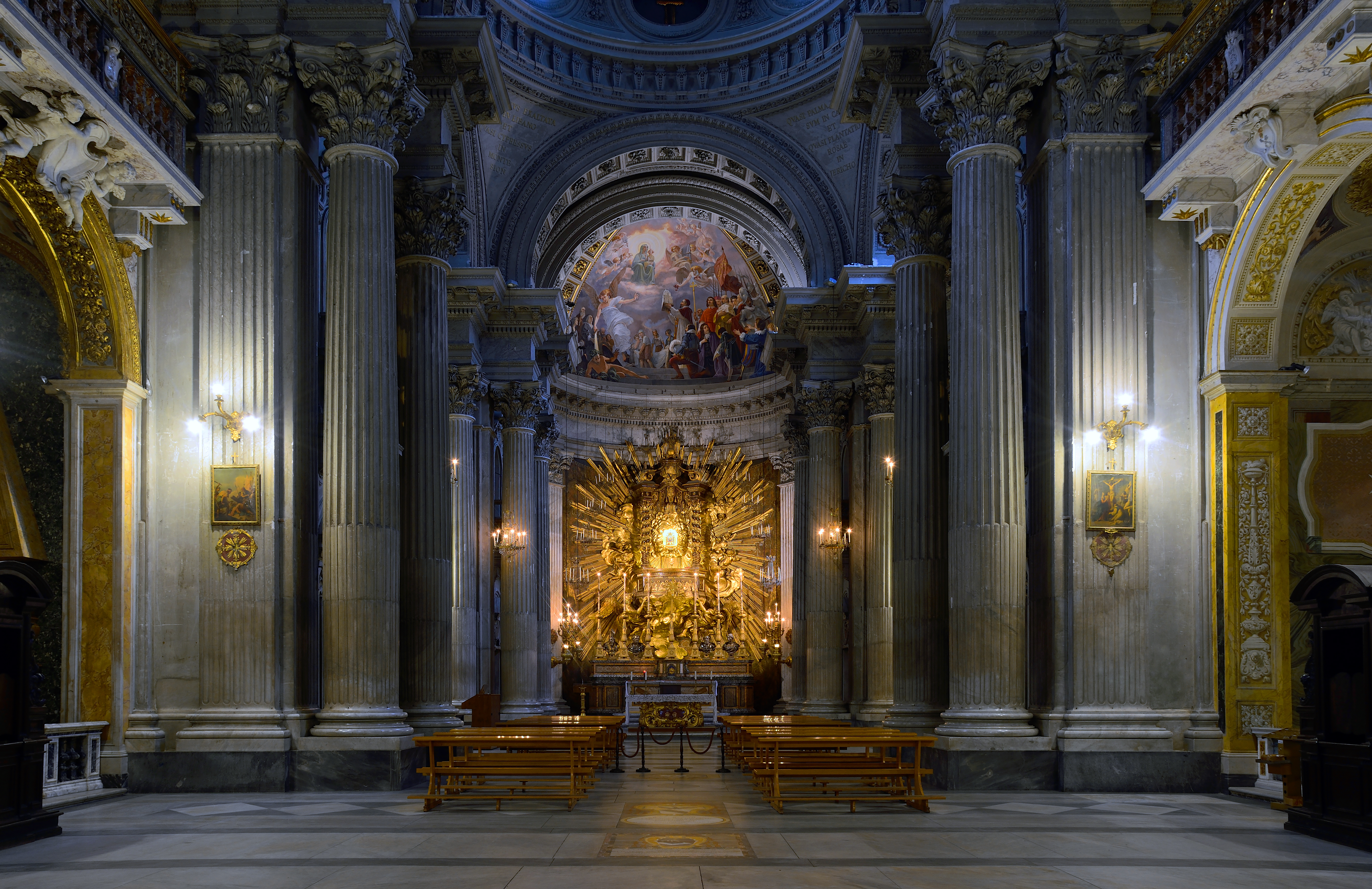
Интерьер церкви. Вид на апсиду
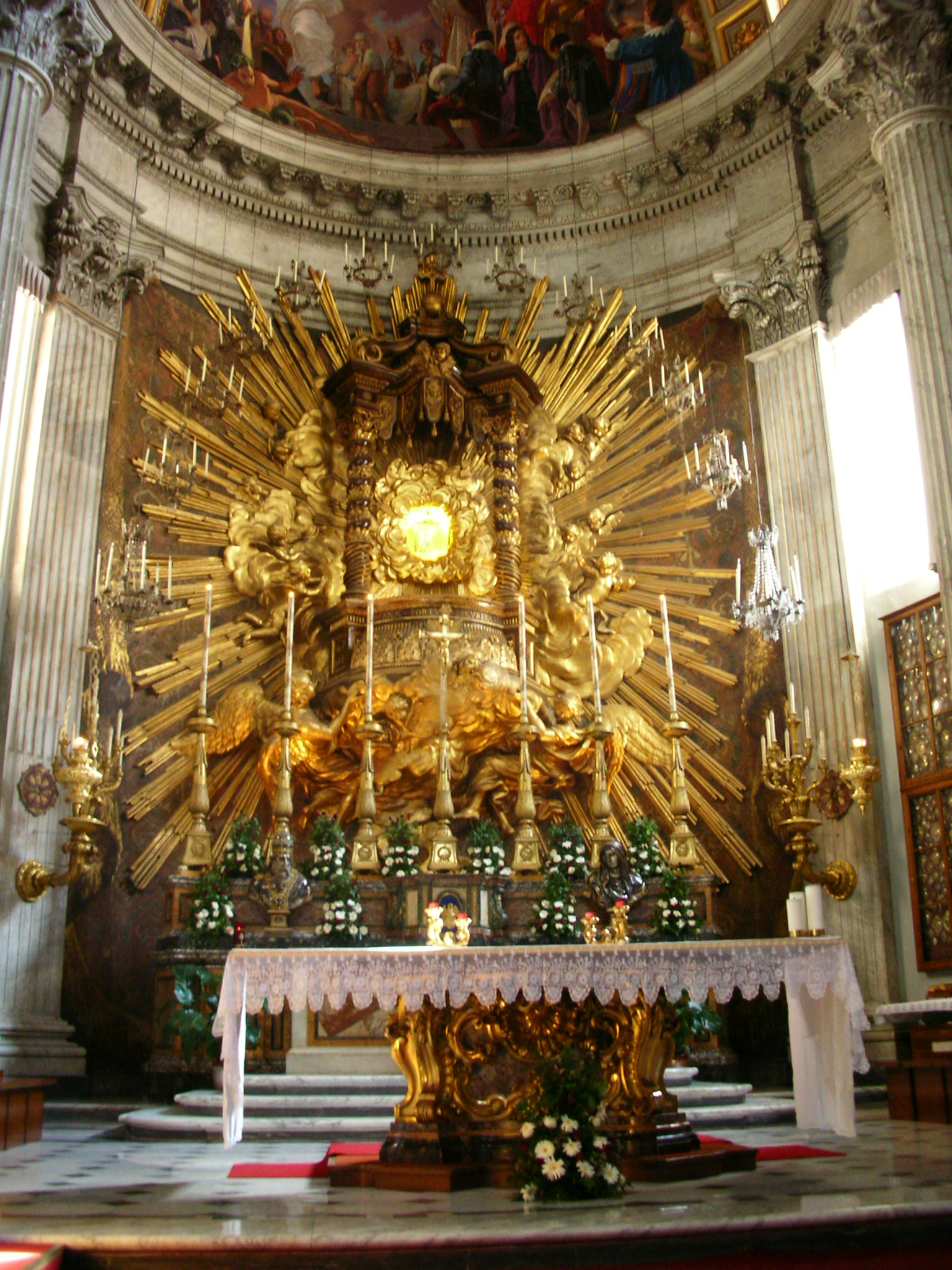
Главный алтарь
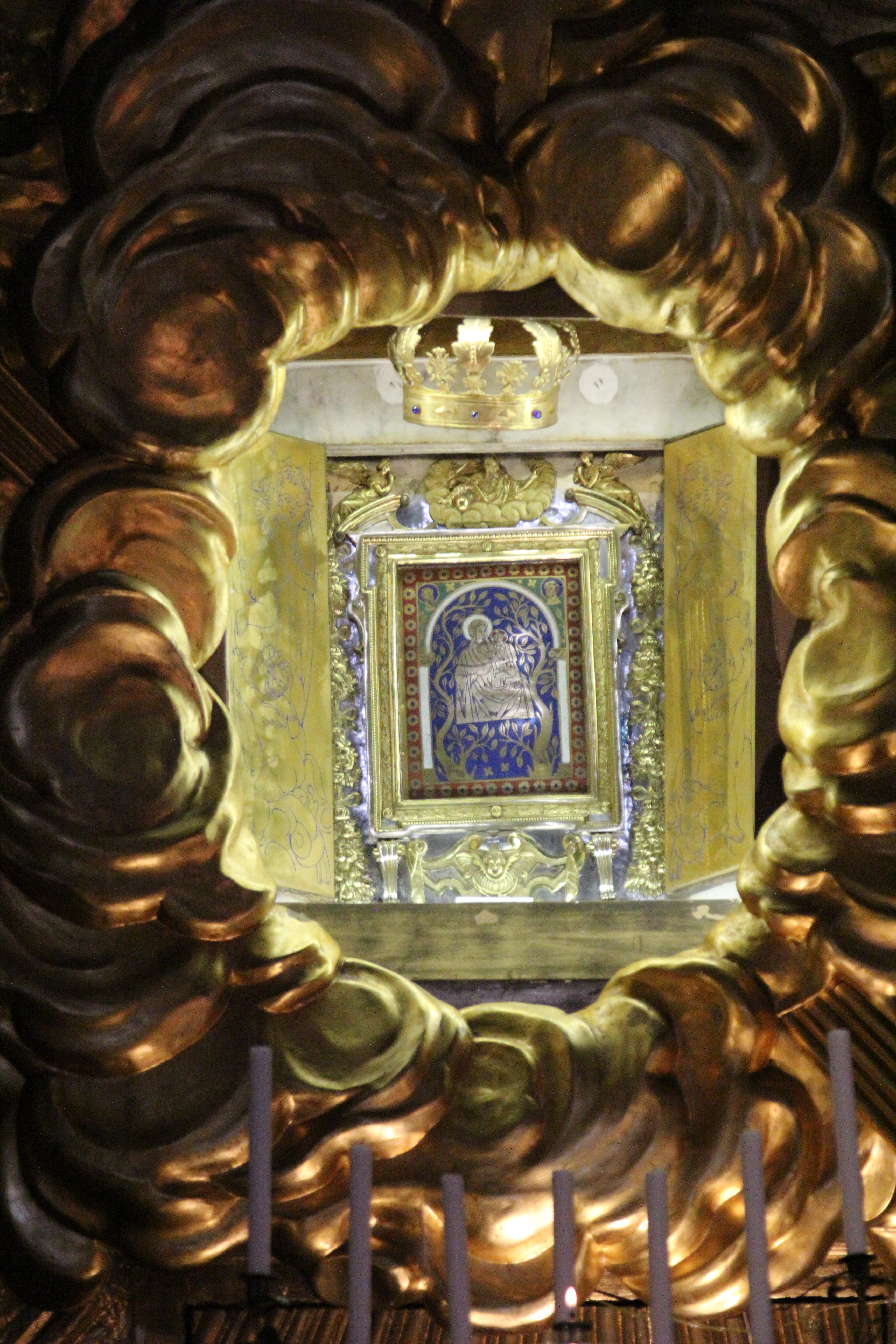
Главный алтарь. Чудотворная икона Богоматери Одигитрии
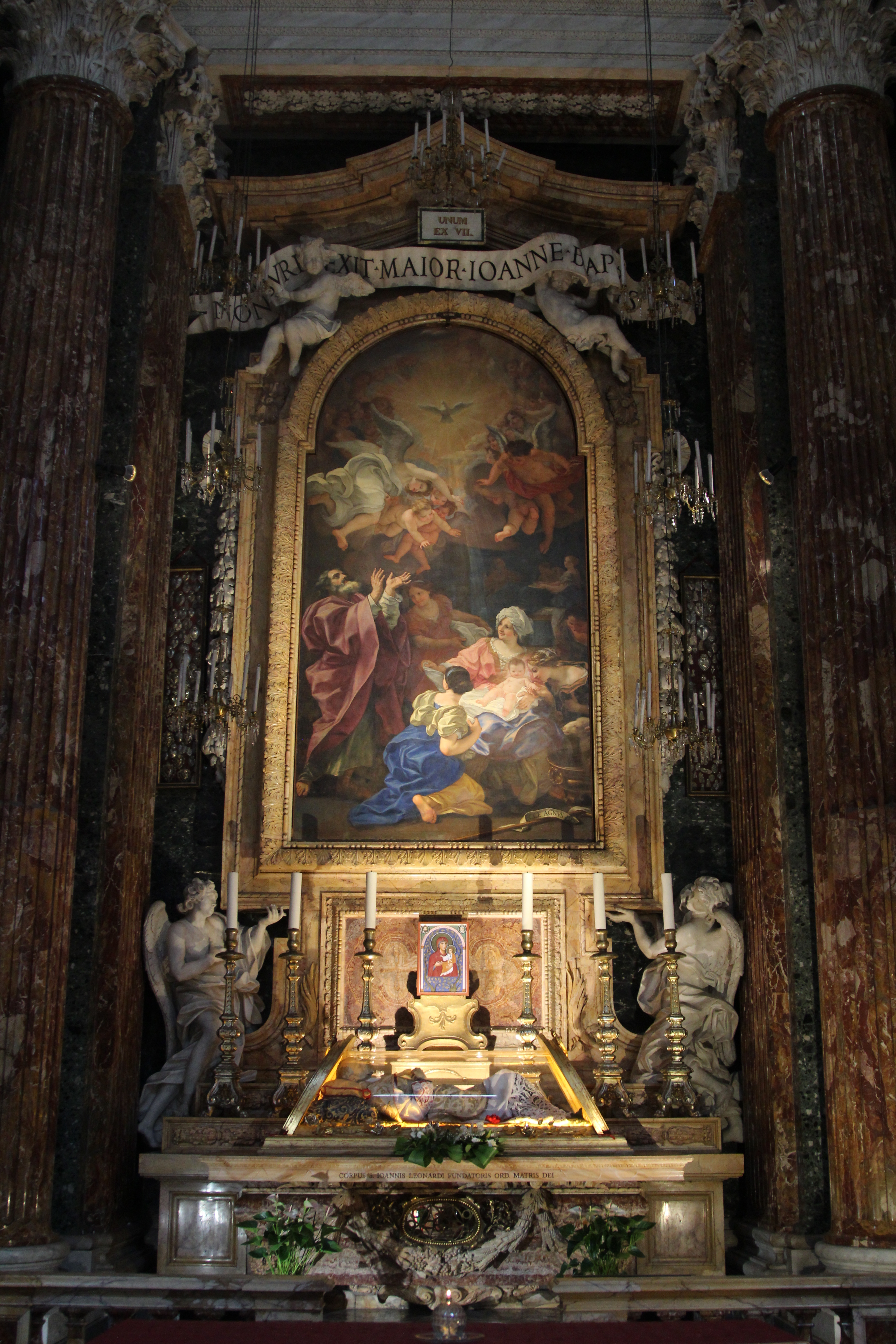
Капелла Альтьери. Алтарь Св. Джованни Леонарди
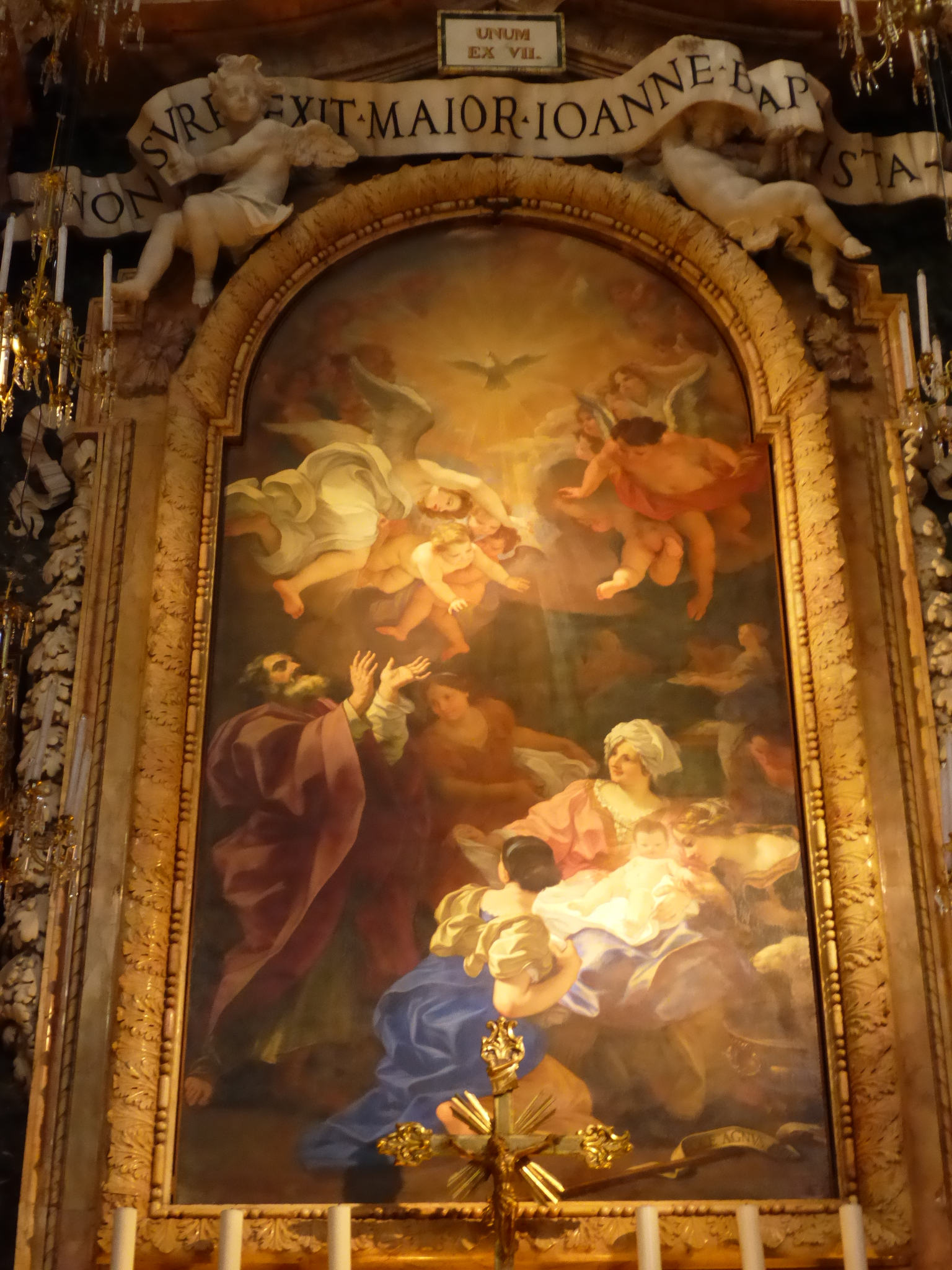
Капелла Альтьери. Дж. Б. Гаулли (Иль Бачиччо). Рождение Иоанна Крестителя. 1692
Алтарь Девы Марии. Л. Оттони. Ангел